# A Rainha Vermelha
Red Queen (A Rainha Vermelha (título no Brasil)) é um livro de fantasia para jovens escrito pela autora americana Victoria Aveyard, publicado pela editora HarperCollins e no Brasil pela Editora Seguinte, em  9 de junho de 2015. É o livro de estréia da escritora, que ganhou um prêmio pelo site Goodreads, o 2015 Goodreads Choice Award for Debut Goodreads Author e além disso foi nomeada para o 2015 Goodreads Choice Award for Young Adult Fantasy & Science Fiction.
O segundo livro da série é "Espada de Vidro", seguido por "A Prisão do Rei", "Tempestade de Guerra" e por último "Trono Destruido". Ainda na mesma saga, se encontram dois contos “Canção da Rainha” e “Cicatrizes de Aço”.

## Mundo
O mundo é dividido pelo sangue: vermelho ou prateado. Mare e sua família são vermelhos: plebeus, humildes, destinados a servir uma elite prateada cujos poderes fazem eles serem superiores aos vermelhos.

## Enredo
Mare Barrow é uma Vermelha que vive com os pais e a irmã mais nova, Gisa; enquanto seus três irmãos mais velhos, Bree, Tramy e Shade estão atualmente servindo no front de uma guerra entre o Reino de Lakeland e o Reino de Norta, que é onde os Barrow's moram e que é governado pelo rei Tiberias Calore VI, um Prateado com poderes de fogo.
Quando Mare descobre que seu melhor amigo, Kilorn Warren, será recrutado, ela planeja uma fuga pedindo ajuda para um conhecido que manda ela falar com Farley, a capitã da Guarda Escarlate, um grupo terrorista composto por rebeldes Vermelhos que desejam reivindicar igualdade entre seu povo e os Prateados. Farley pede uma quantia em troca da fuga de Kilorn.
O plano de Mare para roubar um Prateado junto com a irmã dá completamente errado quando elas são pegas; o Prateado quebra a mão de Gisa como punição, impedindo assim que ela continuasse ajudando sua família. Em seguida, durante sua tentativa de roubar em uma taverna, Mare conhece Cal, um atraente rapaz que escuta ela falar dos seus problemas e depois a leva para casa deixando algum dinheiro para ajudar. No dia seguinte, Mare é levada para a casa do rei e descobre que Cal é na verdade o príncipe Tiberias Calore VII, e que deseja protegê-la do recrutamento.
Durante a Prova Real, um evento onde é decidida a futura rainha e esposa de Cal, Mare descobre-se uma eletricon, jogando um raio um uma das concorrentes, Evangeline Samos. Ela é capturada, mas o rei, com medo de que as pessoas descubram que uma Vermelha tem poderes, faz de Mare a noiva de seu segundo filho, o tímido e desajeitado Maven. Mare tem o seu nome mudado para Mareena Titanos e ganha uma nova história de vida: Filha de um General Prateado morto na zona de guerra que foi adotada por uma família de Vermelhos.

## Personagens
- Mare Barrow: Ela tem 17 anos e, é uma vermelha, mas descobre que tem poderes que supostamente não devia ter, porque não é prateada. Ela tem o poder  de criar a eletricidade, seja como for.[3]
- Cal (Tiberias Calore VII): O filho mais velho do rei Tiberias Calore VI com sua primeira esposa, Coriane Jacos. Como todo prateado, tem poderes e o seu é a manipulação do fogo (burner).
- Maven Calore: Segundo filho do rei Tiberias Calore VI com sua segunda esposa, Elara Merandus. Meio-irmão de Cal, e como ele, pode manipular o fogo (burner).
- Diana Farley: A capitã do Guarda Escarlate que os lidera na batalha contra os Prateados,na busca de igualdade entre os sangues. Ela é fortemente dedicada à causa.
- Tiberias Calore VI: O atual rei de Norta que em seus dois casamentos, teve dois filhos: Cal e Maven. Ele manipula o fogo (burner), cujo poder foi passado para seus filhos.
- Elara Merandus: A "perfeita" e pertubadora rainha de Norta e mãe de Maven. Ela é uma whisper (murmuradora), portanto pode entrar na mente das pessoas.
- Julian Jacos: Membro real, irmão de Coriane e tio de Cal. Ele é a última pessoa conhecida que possui o poder da Casa Jacos, de singer (cantor): hipnotizar as pessoas com sua voz.
- Evangeline Samos: Uma menina pertecente a casa Samos e que se torna noiva de Cal, após se mostrar a melhor das das princesas aspirantes. Ela tem o poder de manipular metais (magnetron).
- Kilorn Warren: Melhor amigo de Mare e aprendiz de pescador. A tentativa de o livrar do recrutamento é o ponto de virada da história.
- Lucas Samos: Primo de Evangeline que detém o poder de manipulação magnética (magnetron), como ela. Ele vira amigo de Mare, após sua tarefa ser ajudar ela com o Protocolo de Princesa.
- Rane Arven: O instrutor da Elite Prateada que tem o poder de silenciar o poder dos outros,e enfraquece-los. É um silenciador.
- Ptolemus Samos: Irmão mais velho de Evangeline. Como ela, ele tem poder de manipulação metais (magnetron).
- Sara Skonos: Uma amiga de Julian, e melhor amiga de Coriane, que trabalha como enfermeira e tem o poder de curar as pessoas (curadora de pele). Ela sabe a verdade por trás da morte de Coriane, e Elara por isso a puniu cortando sua língua e a tornando muda.
- Tristan: O leal mão direita de Farley na Guarda Escarlate.
- Ann Walsh: Membro do Guarda Escarlate que trabalha no palácio.
- Gisa Barrow: A irmã mais nova de Mare, que trabalhava como aprendiz de costureira.
- Familiares de Mare: Pai herói de guerra, mãe dona de casa, e três irmãos mais velhos - o forte Bree, Tramy, e o inteligente Shade.
- Shade Barrow: Irmão mais próximo de Mare Barrow, o qual ela acredita estar morto.

## Recepção da Crítica
A Rainha Vermelha foi de certa forma bem recebida. O jornal The Guardian deu uma nota quatro para o livro. Vilma Gonzalez do jornal USA Today descreveu o livro positivamente, revelando que, "o livro de estreia da escritora é ricamente imaginado, viciante, relaxante e cheio de suspense. Ela deu vida ao seu próprio A Guerra dos Tronos com uma história inflamada por sua emoção, e personagens cheios de surpresas que me fizeram clamar por mais. Este brilhante conto sobre traições e coroas manchadas de sangue não será esquecido."
Contudo, Cassidy Anderson do jornal Grand Forks Herald declarou, "No fim das contas, esse livro foi exaltado demais. Mas continua sendo uma leitura divertida desde que você não esteja procurando por algo com mais profundidade e significado." A revista The Christian Science Monitor definiu esse livro como uma distopia.
A revista especializada em livros: Kirkus Reviews disse, "Um criativo, que com personagens surpreendentes dá nova vida ao fatigado mercado de fantasia."
A revista Publishers Weekly achou que, "Há um óbvio sentimento de deja vu com esse primeiro livro da trilogia A Rainha Vermelha, que compartilha diversos pontos de virada e outras similaridades com a série Jogos Vorazes. Felizmente, a conclusão da autora finaliza o livro prestes a afastar-se dessa natureza derivada."

O site de análise de conteúdo: Common Sense Media escreveu, "Com uma protagonista corajosa, enredo cheio de ação, e possibilidades românticas, A Rainha Vermelha é um grande começo para os amantes de fantasia e distopia."

## Ligações Externas
- «Site Official de Victoria Aveyard» (em inglês)